# لوئسما
لوئسما (به اسپانیایی: Luesma) یک دهستان در اسپانیا است که در استان ساراگوسا واقع شده‌است. لوئسما ۲۹ کیلومتر مربع مساحت و ۴۰ نفر جمعیت دارد.

## نگارخانه

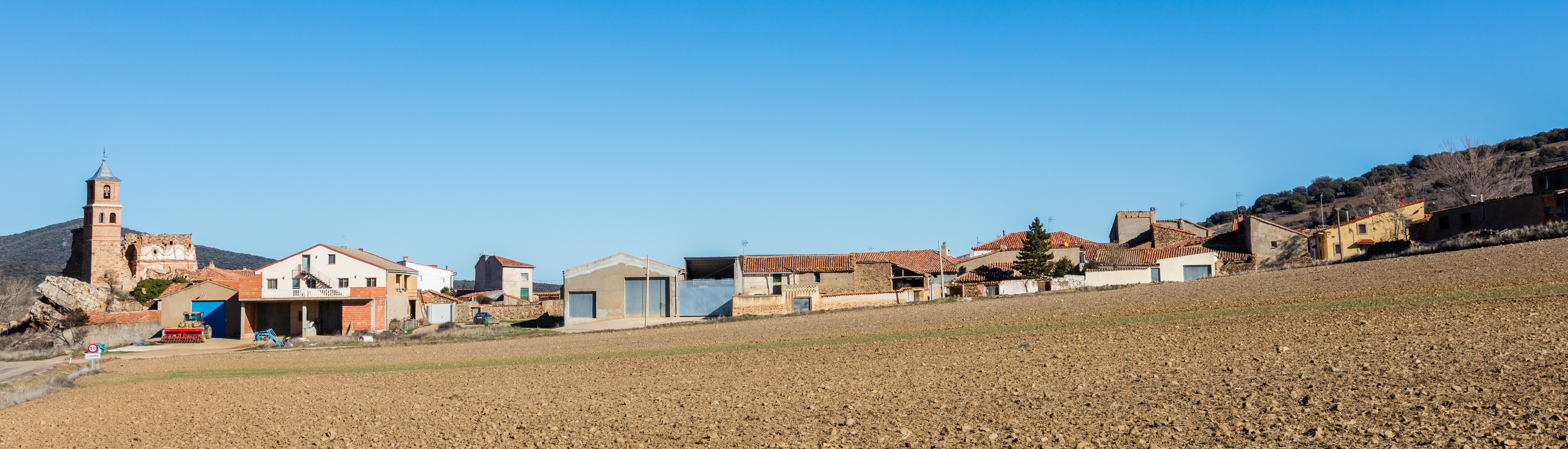
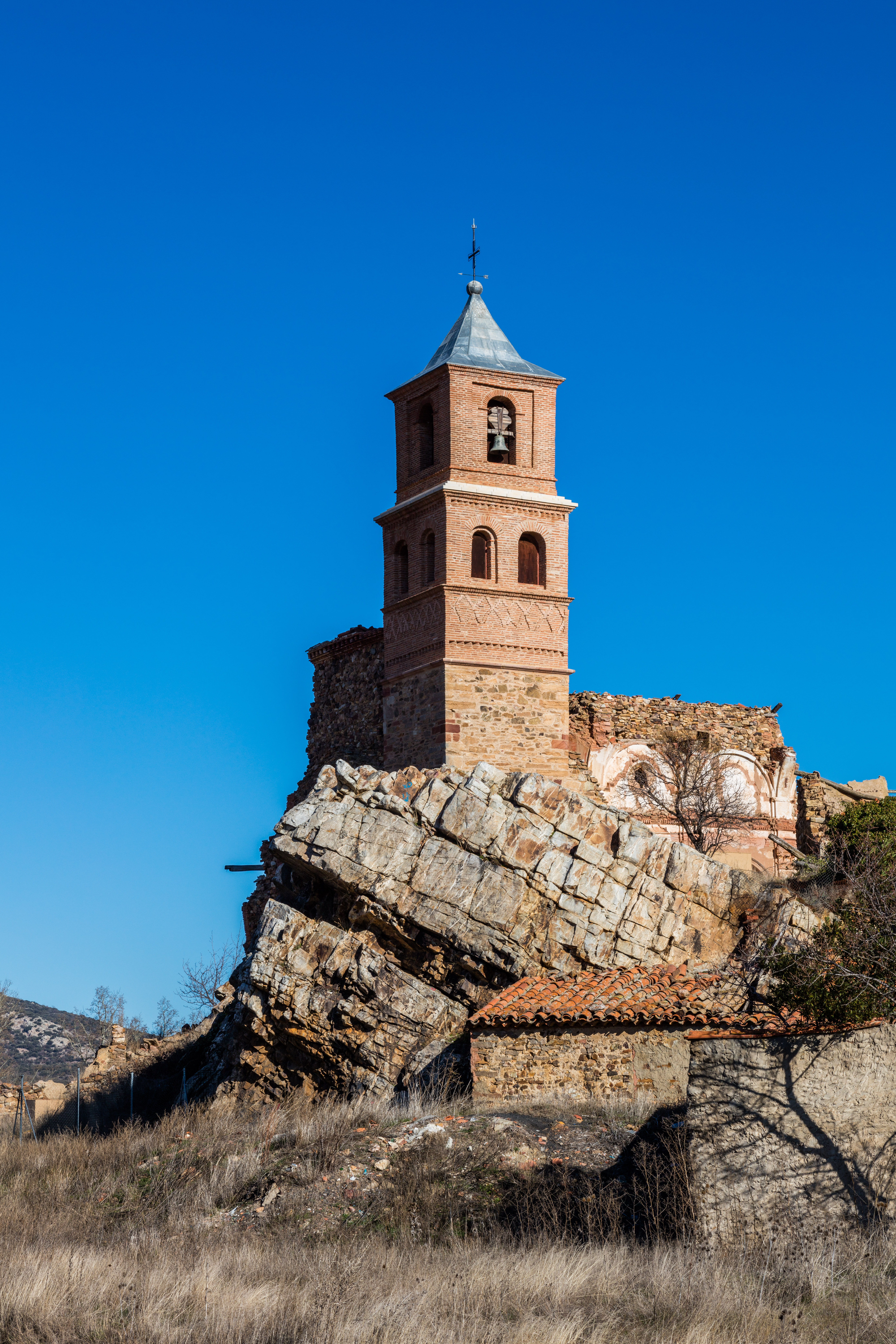
کلیسای بانوی لا خنکرا در لوئسما